# The Joe Perry Project
The Joe Perry Project – amerykański zespół hardrockowy, działający przez krótki czas we wczesnych latach 80.
Zespół powstał w 1979 z inicjatywy Joego Perry'ego. Po opuszczeniu Aerosmith muzyk natychmiast przystąpił do kompletowania składu, a debiutancka płyta Let The Music Do The Talking została wydana w 1980. Był to największy sukces zespołu (sprzedano 250 000 egzemplarzy).
Z powodu różnych uzależnień lidera zespołu Joego Perry'ego, braku sukcesów komercyjnych podczas późniejszego etapu działalności, ciągłych zmian w składzie grupy oraz decyzji Joego o powrocie do Aerosmith zespół został rozwiązany w 1984.
Oficjalna dyskografia:
- 1980: Let The Music Do The Talking
- 1981: I've Got The Rock N'Rolls Again
- 1983: Once A Rocker, Always A Rocker

The Joe Perry Project nagrał utwór Let The Music Do The Talking, później spopularyzowany przez Aerosmith na albumie Done With Mirrors (1985).